# Лусена
Лусена (ісп. Lucena) — муніципалітет в Іспанії, у складі автономної спільноти Андалусія, у провінції Кордова. Населення — 42 308 осіб (2010).
Муніципалітет розташований на відстані близько 340 км на південь від Мадрида, 60 км на південний схід від Кордови.
На території муніципалітету розташовані такі населені пункти: (дані про населення за 2010 рік)
- Анхарон: 219 осіб
- Арроюелос: 863 особи
- Кампо-де-Арас: 423 особи
- Дееса-дель-Каньявераль: 130 осіб
- Хауха: 950 осіб
- Лусена: 38842 особи
- Мартін-Гонсалес: 83 особи
- Навас-дель-Сельпільяр: 665 осіб
- Лос-П'єдрос: 51 особа
- Лос-Сантос: 82 особи

## Демографія
Динаміка населення (INE ):

## Галерея зображень

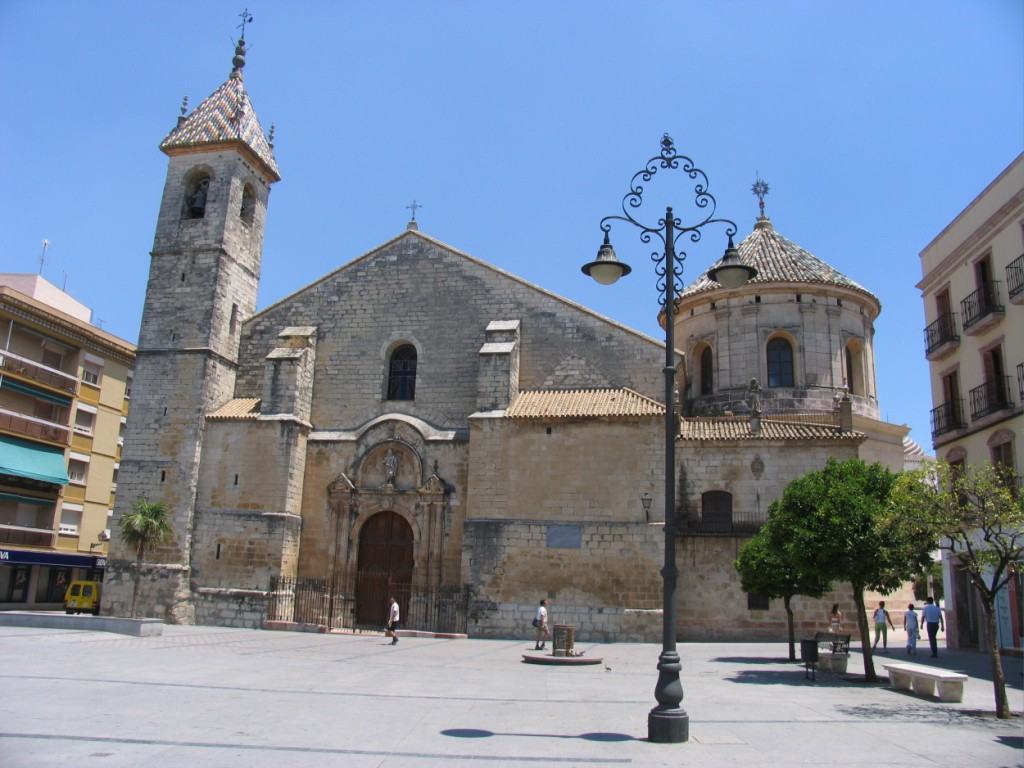
Церква Сан-Матео, Пласа-Нуева